# Valentin Onfroy
Valentin Onfroy (Verdún, 16 de diciembre de 1993) es un deportista francés que compitió en remo. Su hermano Théophile compitió en el mismo deporte.
Ganó una medalla de bronce en el Campeonato Mundial de Remo de 2018 y cuatro medallas en el Campeonato Europeo de Remo entre los años 2016 y 2025.

## Palmarés internacional
| Campeonato Mundial | Campeonato Mundial       | Campeonato Mundial | Campeonato Mundial |
| Año                | Lugar                    | Medalla            | Prueba             |
| ------------------ | ------------------------ | ------------------ | ------------------ |
| 2018               | Plovdiv (Bulgaria)       | Medalla de bronce  | Dos sin timonel    |
| Campeonato Europeo |                          |                    |                    |
| Año                | Lugar                    | Medalla            | Prueba             |
| 2016               | Brandeburgo (Alemania)   | Medalla de bronce  | Cuatro sin timonel |
| 2017               | Račice (República Checa) | Medalla de plata   | Dos sin timonel    |
| 2018               | Glasgow (Reino Unido)    | Medalla de plata   | Dos sin timonel    |
| 2025               | Plovdiv (Bulgaria)       | Medalla de bronce  | Cuatro sin timonel |